# Robbie Amell
Robert Patrick Amell (Toronto, 21 april 1988) is een Canadees acteur.
Amells carrière ging al van start toen hij nog kind was. Samen met zijn zus verscheen hij in verschillende reclames en toen hij 16 jaar oud was, begon hij te acteren in verschillende toneelstukken van de middelbare school. Hoewel hij zijn schooldiploma pas in 2006 haalde, maakte hij zijn filmdebuut al in 2005. Amell speelt ook de postbode als Jimmy Madigen in True Jackson VP. Amell is de neef van de acteur Stephen Amell. Ook heeft hij nog een zus Jamie Burke (Amell).
Amell is getrouwd met actrice Italia Ricci. Samen hebben ze één zoon.

## Filmografie
- Bibsys: 11072713
- Biblioteca Nacional de España: XX5640874
- Bibliothèque nationale de France: cb16555922w (data)
- Gemeinsame Normdatei: 1069177768
- International Standard Name Identifier: 0000 0003 6457 8744
- Library of Congress Control Number: no2010094629
- Virtual International Authority File: 229053108
- WorldCat: E39PBJf8q3ffRkptqbqbQRCG73